# Very Bad Things
Very Bad Things är en amerikansk komedifilm från 1998.

## Handling
Filmen handlar om när Lauras kille åker med sina kompisar på svensexa. Det går inte riktigt som de tänkt sig, och allt blir bara ännu krångligare när de måste hålla det hemligt precis innan bröllopet...

## Om filmen
Very Bad Things regisserades av Peter Berg, som även skrivit filmens manus.

## Rollista (urval)
- Jon Favreau - Kyle Fisher
- Leland Orser - Charles Moore
- Cameron Diaz - Laura Garrety
- Christian Slater - Robert Boyd
- Rob Brownstein - man
- Jeremy Piven - Michael Berkow
- Daniel Stern - Adam Berkow
- Jeanne Tripplehorn - Lois Berkow
- Kobe Tai - Tina